# Філіп Міллер

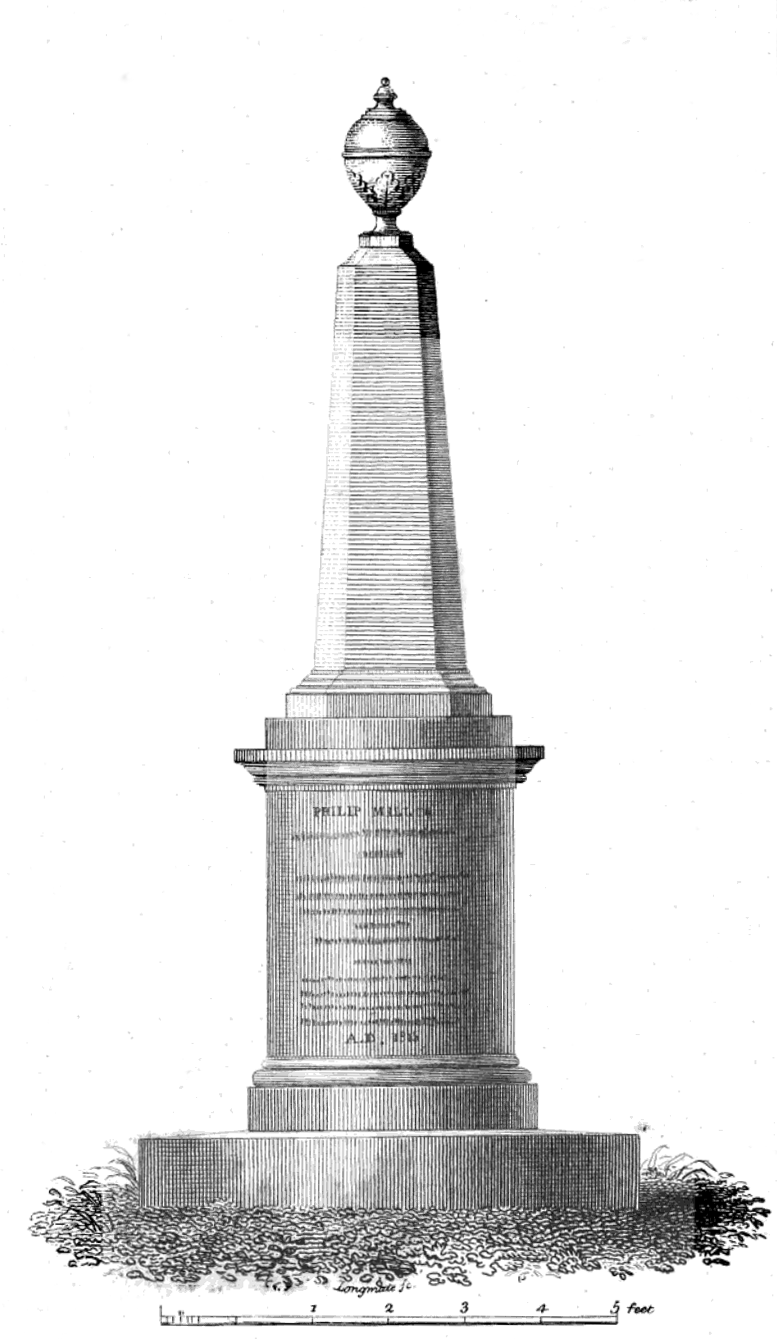
Пам'ятник на честь Філіпа Міллера в Челсі

Філіп Міллер (англ. Philip Miller, 1691 — 18 грудня 1771) — англійський ботанік шотландського походження.

## Біографія
Філіп Міллер був сином селянина-городника. Протягом майже п'ятдесяти років — з 1721 року (за іншими даними з 1722) майже до самої своєї смерті Філіп Міллер займав посаду головного садівника ботанічного саду Аптекарський сад Челсі.
Він вів листування з іншими ботаніками та отримував рослини з усього світу. Багато рослин саме ним були вперше акліматизовані у Англії.
Знання Філіпа Міллера в області ботаніки були для свого часу надзвичайно глибокими. Він був наставником Вільяма Айтона та Вільяма Форсайта, які стали згодом відомими ботаніками.
Був обраний членом Лондонського королівського товариства.
Міллер негативно ставився до нової біноміальної номенклатури Карла Ліннея, віддавав перевагу класифікації Турнефора та Джона Рея. Повністю перейшов до системи Ліннея він лише у виданні свого «Словника садівника …», що з'явився у 1768 році, хоча деякі ботанічні роди — наприклад, модрину (Larix) та ваніль (Vanilla) — він описав у відповідності з системою Ліннея у першому виданні цієї книги, ще у 1754 році.

## Основні праці
- «The Gardener's and Florists Dictionary or a Complete System of Horticulture». 1724.
- «The Gardener's Dictionary containing the Methods of Cultivating and Improving the Kitchen Fruit and Flower Garden». (всього 8 видань з 1731 до 1768 року).
- «Gardener's Kalendar»